# (7388) 1982 FS3
(7388) 1982 FS3 là một tiểu hành tinh vành đai chính. Nó được phát hiện bởi Henri Debehogne ở Đài thiên văn La Silla ở Chile ngày 23 tháng 3 năm 1982.